# Rugby Americas North Sevens 2019
El Rugby Americas North Sevens del 2019 fue la decimosexta edición del torneo de rugby 7 disputado por las selecciones nacionales masculinas de la Rugby Americas North.
Se disputó el 6 y el 7 de julio en el Truman Bodden Sports Complex de la ciudad de George Town de las Islas Caimán.
El certamen sirvió como torneo clasificatorio a los Juegos Olímpicos de Tokio 2020. Canadá al consagrarse campeón clasificó directamente,en tanto que el segundo y el tercero accedieron al Torneo Preolímpico Mundial.

## Equipos
- Barbados
- Bermudas
- Canadá
- Islas Caimán
- Guyana
- Jamaica
- México
- Trinidad y Tobago

## Resultados

### Grupo A
| Pos. | Equipo   | Encuentros | Encuentros | Encuentros | Encuentros | Tantos  | Tantos    | Tantos     | Puntos |
| Pos. | Equipo   | jugados    | ganados    | empatados  | perdidos   | a favor | en contra | diferencia | Puntos |
| ---- | -------- | ---------- | ---------- | ---------- | ---------- | ------- | --------- | ---------- | ------ |
| 1    | Canadá   | 3          | 3          | 0          | 0          | 151     | 5         | +146       | 9      |
| 2    | México   | 3          | 2          | 0          | 1          | 60      | 61        | –1         | 6      |
| 3    | Bermudas | 3          | 1          | 0          | 2          | 17      | 101       | –84        | 3      |
| 4    | Barbados | 3          | 0          | 0          | 3          | 27      | 88        | –61        | 0      |

### Grupo B
| Pos. | Equipo            | Encuentros | Encuentros | Encuentros | Encuentros | Tantos  | Tantos    | Tantos     | Puntos |
| Pos. | Equipo            | jugados    | ganados    | empatados  | perdidos   | a favor | en contra | diferencia | Puntos |
| ---- | ----------------- | ---------- | ---------- | ---------- | ---------- | ------- | --------- | ---------- | ------ |
| 1    | Jamaica           | 3          | 3          | 0          | 0          | 111     | 12        | +99        | 9      |
| 2    | Trinidad y Tobago | 3          | 2          | 0          | 1          | 43      | 39        | +4         | 6      |
| 3    | Islas Caimán      | 3          | 1          | 0          | 2          | 24      | 78        | –54        | 3      |
| 4    | Guyana            | 3          | 0          | 0          | 3          | 26      | 75        | –49        | 0      |

### Fase final
Cuartos de final
| 7 de julio | Canadá | 47 - 5 | Guyana |  |  |

| 7 de julio | Trinidad y Tobago | 5 - 7 | Bermudas |  |  |

| 7 de julio | México | 12 - 7 | Islas Caimán |  |  |

| 7 de julio | Jamaica | 24 - 10 | Barbados |  |  |

Semifinales
| 7 de julio | Canadá | 55 - 0 | Bermudas |  |  |

| 7 de julio | México | 7 - 24 | Jamaica |  |  |

Tercer puesto
| 7 de julio | Bermudas | 0 - 50 | México |  |  |

Final
| 7 de julio | Canadá | 40 - 5 | Jamaica |  |  |

| Bandera de Canadá |
| Campeón Canadá    |
| 4.to título       |